# جیمز اف. مک‌گرث
جیمز اف. مک‌گرث (انگلیسی: James F. McGrath؛ زادهٔ ۲۵ دسامبر ۱۹۷۲) دین‌شناس و متخصص الهیات، زبان و ادبیات عهد جدید و تقدم یونانی و همچنین عضو هیئت علمی دانشگاه باتلر است. او به واسطه پژوهش‌ها و آثارش دربارهٔ روزگاران نخست مسیحیت و صابئه، نقد نظریه افسانه بودن عیسی و تحلیل دین در داستان‌های علمی-تخیلی شهرت دارد.
او دانش‌آموختهٔ رشتهٔ دین‌شناسی در دانشگاه کمبریج و دانشگاه لندن است و مدرک پی‌اچ‌دی خود را از دانشگاه دورام در سال ۱۹۸۸ زیر نظر جیمز دان دریافت داشت.